# Осінки
О́сінки (рос. Осинки) — присілок у складі Котельницького району Кіровської області, Росія. Входить до складу Юр'євського сільського поселення.
Населення становить 4 особи (2010, 3 у 2002).
Національний склад станом на 2002 рік — росіяни 100 %.